# Mats Hjertson
Mats Lennart Hjertson, född 1 mars 1966, är en svensk botaniker, museiintendent vid Evolutionsmuseet vid Uppsala universitet och tidigare styrelseledamot i Svenska Botaniska Föreningen. Han har bland annat deltagit i ett stort projekt gällande kartläggning av växter på och kring Afrikas horn.
Auktorsnamnet Hjertson kan användas för Mats Hjertson i samband med ett vetenskapligt namn inom botaniken; se Wikipediaartiklar som länkar till auktorsnamnet.